# Соната для кларнета і фортепіано (Сен-Санс)
Соната для кларнета і фортепіано мі-бемоль мажор, op. 167 Каміля Сен-Санса імовірно написана в 1921 році, в останній рік життя композитора. Соната присвячена професору Паризької консерваторії Огюсту Пер'є, який і став її першим виконавцем.
Складається з чотирьох частин:
1. Allegretto
2. Allegro animato
3. Lento
4. Molto allegro — Allegretto

Ця соната — друга в тріаді творів Сен-Санса для духових інструментів і фортепіано разом з Сонатою для гобоя, ор. 166 та Сонатою для фагот а, ор. 168.